# Підсрібник великий
Підсрібник великий, підсрібник Пафія (Argynnis paphia) — вид денних метеликів родини сонцевиків (Nymphalidae).
Вид названий епітетом богині грецької міфології Афродити-Пафії.

## Опис
Розмах крил 55-70 мм.
Передні крила самців зверху з андроконіальними полями, що виглядають як штрихи обабіч жилок. На основній ділянці правого крила помітне зображення числа 1556,на лівому крилі ці ж цифри у зворотному порядку

## Спосіб життя
Метелики літають у червні-серпні. Самиці відкладають яйця на фіалки (фіалка собача, фіалка Рівіна, фіалка запашна, фіалка болотна), малину, калину звичайну. Гусінь зимує не досягнувши повного зростання. 

## Поширення
Вид поширений у помірному та субропічному поясах Палеарктики. В Україні трапляється повсюдно, окрім безлісих районів на півдні степової зони.

## Цікаві факти
- 2022 року цей вид метеликів оголошено в Німеччині метеликом року.